# 아메리카 연합국의 국기
아메리카 연합국, 소위 남부맹방의 국기는 1861년에서 1865년 사이에 두 번 바뀌어 세 개가 존재한다.
미국 남북전쟁이 끝난 뒤에도 남부맹방과 관련된 기들은 미국 곳곳에서 다양한 맥락으로 사용되었다. 옛 미시시피주의 주기가 칸톤에 남부맹방의 육군 군기를 포함하고 있었으며, 조지아주의 주기는 남부맹방의 첫 번째 국기와 매우 유사하다.

## 다른 기

육군 군기
함수기(1861년 ~ 1863년)
함수기(1863년 ~ 1865년)
함미기(1863년 ~ 1865년)
국기(1861년 3월 ~ 5월) 함미기(1861년 ~ 1863년)
국기(1861년 5월 ~ 7월)
국기(1861년 7월 ~ 11월)

### 아메리카 연합국의 국기에서 영향을 받은 기

미시시피 주의 기 (1894 ~ 2020년)
조지아 주의 기 (1956 ~ 2001년)

## 맹방기

맹방기

기 및 문장 위원회 의장이던 윌리엄 포처 마일즈가 설계한 이 기는 1861년 당시 국기로 채택되지 못했지만 현재는 오히려 남부맹방을 상징하는 기로 통용되고 있다.
국기 선정에서 탈락된 뒤 이 기는 로버트 리 장군의 북버지니아군 군기로 채택되었다. 미국 정부의 입장은 남부맹방을 국가가 아닌 반란세력으로 취급하기에 "국기" 같은 것도 인정할 수 없지만, 이 기를 흔히 맹방기(the Confederate Flag)라고 부르며, 미국 남부의 상징으로 자리잡았다. 그 외에도 반란기(rebel flag), 딕시기(Dixie flag), 남부십자기(Southern cross)로 불린다. 별과 막대 기(The Stars and Bars)라는 이름도 있는데, 이는 원래 디자인이 전혀 다른 첫 번째 국기의 이름이다.

## 논란
남부맹방의 기는 현재까지도 미국 남부 지역에서 흔하게 사용되고 있으나, 이 지역이 노예제를 유지한 역사적 배경으로 인해 아프리카계 미국인과 민권 운동가를 비롯한 몇몇 계층 사이에서는 인종 차별과 백인 우월주의의 상징으로 여겨지고 있다. 이 때문에 논란이 되고 있으며, 특히 2015년 찰스턴 교회 총격 사건, 2020년 조지 플로이드 시위 등의 여러 사건이 발생한 이후에는 곳곳에서 퇴출 운동이 벌어지고 있다.

## 같이 보기
- 앨라배마주의 기
- 플로리다주의 기